# Warthausen
Warthausen település Németországban, azon belül Baden-Württembergben. Lakosainak száma 5310 fő (2023. december 31.).

## Népesség
A település népessége az elmúlt években az alábbi módon változott:
| Lakosok száma | 3331 | 5008 | 5303 | 5318 | 5297 | 5314 | 5310 |
|               | 1975 | 2010 | 2017 | 2019 | 2021 | 2022 | 2023 |

## A település részei

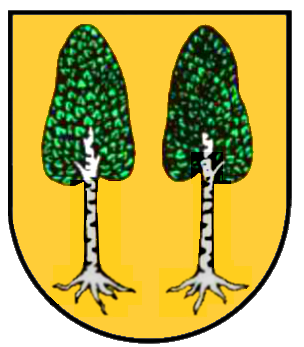
Birkenhard
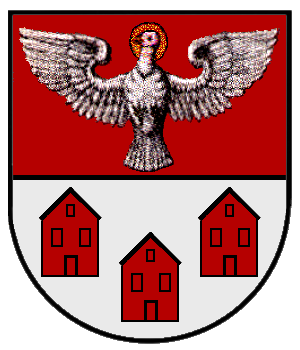
Höfen

- Warthausen
  - Oberhöfen
  - Röhrwangen
- Birkenhard (1973. január 1-től)
- Höfen (1974. május 1-tő)
  - Barabein
  - Galmutshöfen
  - Herrlishöfen
  - Rappenhof
  - Rißhöfen

- Birkenhard
- Höfen

## Nevezetességei

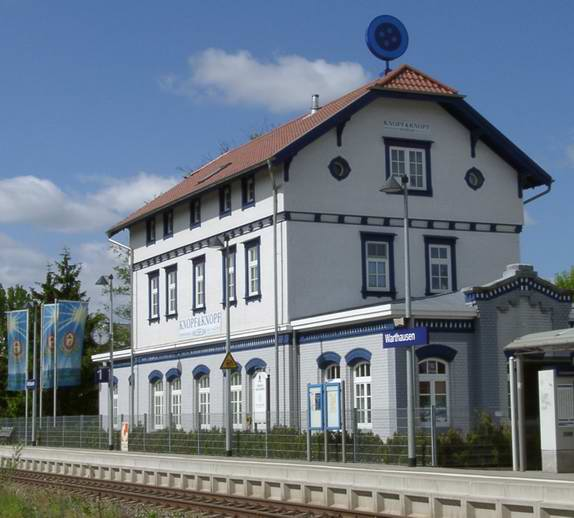
A gomb-muzeum

1999 nyitották az egykori állomási épületben egy gomb-múzeumot.

## Híres warthauseniak
- Karl Arnold (1901 – 1958) német politikus